# Gmina Sveti Jurij ob Ščavnici
Sveti Jurij ob Ščavnici – gmina w Słowenii. W 2002 roku liczyła 2883 mieszkańców.

## Miejscowości
Miejscowości wchodzące w skład gminy Sveti Jurij ob Ščavnici:

- Biserjane,
- Blaguš,
- Bolehnečici,
- Brezje,
- Čakova,
- Dragotinci,
- Gabrc,
- Galušak,
- Grabonoš,
- Grabšinci,
- Jamna,
- Kočki Vrh,
- Kokolajnščak,
- Kraljevci,
- Kupetinci,
- Kutinci,
- Mali Moravščak,
- Rožički Vrh,
- Selišči,
- Slaptinci,
- Sovjak,
- Stanetinci,
- Stara Gora,
- Sveti Jurij ob Ščavnici – siedziba gminy,
- Terbegovci,
- Ženik,
- Žihlava.